# Canadá en los Juegos Olímpicos de Albertville 1992
Canadá estuvo representado en los Juegos Olímpicos de Albertville 1992 por un total de 108 deportistas que compitieron en 11 deportes.  
La portadora de la bandera en la ceremonia de apertura fue la patinadora de velocidad en pista corta Sylvie Daigle.

## Medallistas
El equipo olímpico canadiense obtuvo las siguientes medallas:
| Nombre                                                               | Deporte                              | Competición      |
| -------------------------------------------------------------------- | ------------------------------------ | ---------------- |
| Oro                                                                  |                                      |                  |
| Kerrin Lee-Gartner                                                   | Esquí alpino                         | Descenso F       |
| Angela Cutrone Sylvie Daigle Nathalie Lambert Annie Perreault        | Patinaje de velocidad en pista corta | 3000 m relevos F |
| Plata                                                                |                                      |                  |
| Equipo                                                               | Hockey sobre hielo                   | Torneo M         |
| Frédéric Blackburn                                                   | Patinaje de velocidad en pista corta | 1000 m M         |
| Frédéric Blackburn Laurent Daignault Michel Daignault Sylvain Gagnon | Patinaje de velocidad en pista corta | 5000 m relevos M |
| Bronce                                                               |                                      |                  |
| Myriam Bédard                                                        | Biatlón                              | 15 km F          |
| Isabelle Brasseur Lloyd Eisler                                       | Patinaje artístico                   | Parejas          |